# Melanophryniscus tumifrons
Melanophryniscus tumifrons es una especie de anfibios de la familia Bufonidae.
Es endémica de Brasil.
Su hábitat natural incluye bosques secos tropicales o subtropicales, sabanas húmedas, praderas inundadas en algunas estaciones y a baja altitud, marismas intermitentes de agua dulce, zonas de pastos y zonas previamente boscosas ahora muy degradadas.
Está amenazada de extinción.